# اچ‌ام‌اس ونریبل (۱۷۸۴)
اچ‌ام‌اس ونریبل (۱۷۸۴) (به انگلیسی: HMS Venerable (1784)) یک کشتی بود که طول آن ۱۷۰ فوت (۵۲ متر) بود. این کشتی در سال ۱۷۸۴ ساخته شد.